# آوون (یاردیملی)
آوون (به زبان لاتین: Avun) یک منطقه مسکونی در جمهوری آذربایجان است که در شهرستان یاردیملی واقع شده است.

## ریشه واژه
آوون در واقع اُوون بوده است. اُو در زبان تالشی به‌معنی آب است و اُن به‌عنوان پسوند مکان است و معنای کلی آن به‌صورت آبگیر و مکانی با آب‌های راکد است.